# Grails
Grails és un entorn de treball (framework) de codi obert que utilitza el llenguatge de programació Groovy per a desenvolupar de forma ràpida aplicacions web. Grails pretén ser un entorn de treball d'alta productivitat, seguint l'esperit de l'entorn Ruby on Rails. Grails oculta al desenvolupador els detalls de configuració dels entorns de treball que reuneix.

## Història
El treball començà en juliol de 2005 per Graeme Rocher, i la primera versió la 0.1 va aparèixer en el 29 de març de 2006. La companyia G2One, encarregada també del desenvolupament del llenguatge de programació Groovy s'encarregà del seu manteniment i desenvolupament. Grails, inicialment va rebre el nom de 'Groovy on Rails' però el nom va ser descartat per les queixes de David Heinemeier Hansson, fundador de l'entorn de treball Ruby on Rails. La companyia G2One va ser adquirida en novembre 2008 per la societat Springsource, coneguda pel seu entorn de treball Spring.

## Tecnologies integrades
- Ajax
- Groovy
- Hibernate
- Java
- JUnit
- Log4J
- Quartz
- Sitemesh
- Spring framework: Spring MVC, Spring IOC, Spring WebFlow, ...
- Tomcat

### Tecnologies integrades amb plugins
- Flex
- JPA
- GWT
- Lazlo
- LDAP
- Mondrian
- Apache Shiro
- ZK